# Rideau de verre
 (juin 2024).
 (juin 2024 
Traduire: Cortina de Vidro).
Rideau de verre (titre original : Cortina de Vidro) est une telenovela brésilienne produite par Art Videos Productions et Miksom. 

Elle est diffusée par le programme de télévision brésilienne SBT du 23 octobre 1989 au 5 mai 1990, en 168 chapitres. Elle est écrite par Walcyr Carrasco (en), en collaboration avec Miguel Filiage (en), sous la direction de John Herbert et Álvaro Fugulin et la direction générale de Guga de Oliveira (en). 

Les acteurs principaux dans cette telenova sont Herson Capri, Betty Gofman, Sandra Annenberg, Esther Góes, Antônio Abujamra, Gianfrancesco Guarnieri, Débora Duarte, Sérgio Mamberti, Adriano Reys et Norma Blum.